# Provincia de Lampang
Lampang (en tailandés: ลำปาง) es una de las provincias de Tailandia (changwat). Es fronteriza, en el sentido de las agujas del reloj, con las provincias de Chiang Rai, Phayao, Phrae, Sukhothai, Tak, Lamphun y Chiang Mai. El antiguo nombre de Lampang fue Khelang Nakhon.

## Historia
Lampang es una ciudad antigua de más de 1.300 años. Aparece mencionada en varias leyendas con 11 nombres diferentes, a saber, Kukkudnakhon, Lampakappanakhon, Srinakhonchai, Nakhon Vieng Kok Wua, Vieng Din, Kelang Nakhon, Nakhon Lampang Kam Kelang, Arlampang, Muang Lakorn y Muang Nakhon Lampang.
Lampang se construyó a partir del 680. Según el registro histórico de Yonok, un ermitaño llamado Suphrom Ruesi construyó una ciudad para el príncipe Anantayot, hijo de la reina Jamadevi de Lamphun de Haripunchai. La ciudad se llamó primero Kelang Nakhon y luego pasó a llamarse Nakhon Lampang.
En el periodo de Yonok Chiang Saen, Nakhon Lampang estaba gobernada por los jemeres. Más tarde fue colonizada por Birmania y Chiang Mai en la época del rey Thonburi, hace unos 250 años. Más tarde, el Señor Thipchang de Lampang inició la lucha por la independencia de Lamapng y se estableció como Phraya Sulavalue Chaisongkram, Rey de Lampang en 1732.
En 1764 el príncipe Kaewfa, hijo de Lord Thipchang gobernó Lampang y fue el primer antepasado de la familia Na Lampang, Na Lamphun y Na Chiang Mai. El príncipe Boonyawat Vongmanit fue el último gobernante de Lampang.
Lampang fue anunciada como provincia de Tailandia en 1892, bajo el reinado de Rama V.

## Geografía
Lampang se localiza en el amplio valle del río Wang, rodeado por una cadena montañosa. En el Amphoe Mae Mo se encuentran unas minas de lignito. La provincia cuenta con los parques nacionales de Tham Pha Thai, Chae Son, Doi Khun Than, así como la reserva de la biosfera de Huay Tak.

## Economía
Lampang produce objetos de cerámica, además de tener una importante actividad minera. Existen alrededor de 200 empresas cerámicas. La más importante de ella ubicada en el amphoe Mae Mo, cerca de las minas de lignito. La empresa utiliza el lignito como combustible. La piña y el arroz son los productos más importantes en la agricultura.

## Símbolos
|  | El escudo provincial muestra un gallo blanco en la entrada al templo de Pra That Lampang Luang. De acuerdo con la leyenda local, Buda visitó la provincia durante su vida. El dios Indra, preocupado porque no mostrasen el respeto debido a Buda, se convirtió a sí mismo en un gallo blanco. La flor de la provincia es la Heliconia (Heliconia sp.), y el árbol simbólico es el Ulmus rubra (Holoptelea integrifolia). Según la leyenda este árbol fue plantado en el templo durante la visita de Buda. |

## Divisiones administrativas
La provincia se divide en 13 distritos (Amphoe). Estos a su vez están subdivididos en 100 comunas (tambon) y 855 aldeas (muban).
| 1. Mueang Lampang 2. Mae Mo 3. Ko Kha 4. Soem Ngam 5. Ngao 6. Chae Hom 7. Wang Nuea | 1. Thoen 2. Mae Phrik 3. Mae Tha 4. Sop Prap 5. Hang Chat 6. Mueang Pan |